# Варнадо (Луїзіана)
Варнадо (англ. Varnado) — селище (англ. village) в США, в окрузі Вашингтон штату Луїзіана. Населення — 330 осіб (2020).

## Географія
Варнадо розташоване за координатами 30°53′43″ пн. ш. 89°49′55″ зх. д. / 30.89528° пн. ш. 89.83194° зх. д. (30.895301, -89.831865).  За даними Бюро перепису населення США в 2010 році селище мало площу 2,20 км², уся площа — суходіл.

## Демографія
Згідно з переписом 2010 року, у селищі мешкала 1461 особа в 147 домогосподарствах у складі 88 родин. Густота населення становила 665 осіб/км².  Було 171 помешкання (78/км²).
Расовий склад населення:
| - 58,5 % — чорних або афроамериканців - 41,2 % — білих - 0,2 % — корінних американців |

До двох чи більше рас належало 0,1 %. Частка іспаномовних становила 0,3 % від усіх жителів.
За віковим діапазоном населення розподілялося таким чином: 5,5 % — особи молодші 18 років, 90,9 % — особи у віці 18—64 років, 3,6 % — особи у віці 65 років та старші. Медіана віку мешканця становила 39,5 року. На 100 осіб жіночої статі у селищі припадало 681,3 чоловіків;  на 100 жінок у віці від 18 років та старших — 826,2 чоловіків також старших 18 років.
Середній дохід на одне домашнє господарство  становив 36 488 доларів США (медіана — 25 500), а середній дохід на одну сім'ю — 48 193 долари (медіана — 32 143). За межею бідності перебувало 33,4 % осіб, у тому числі 46,0 % дітей у віці до 18 років та 26,2 % осіб у віці 65 років та старших.
Цивільне працевлаштоване населення становило 110 осіб. Основні галузі зайнятості: освіта, охорона здоров'я та соціальна допомога — 25,5 %, науковці, спеціалісти, менеджери — 12,7 %, роздрібна торгівля — 11,8 %, публічна адміністрація — 11,8 %.